# Альбертацци, Адольфо
Адольфо Альбертацци (итал. Adolfo Albertazzi; 8 сентября 1865, Болонья — 10 мая 1924, там же) — итальянский писатель

. Представитель веризма.

## Биография
Работал учителем в Мантуе и Болонье. В 1890-х годах выступил с критическими статьями, историческими романами и новеллами из крестьянской жизни («Графиня д’Альмонд» — «La contessa d’Almond», 1893, «Старинные истории о любви» — «Vecchie storie d’amore», 1894).
Был учеником, другом и биографом Джозуэ Кардуччи, под чьим идейным и художественным влиянием писал свои произведения.
А. Альбертацци — мастер детали, тонких и метких наблюдений. Строгий и точный стиль прозаика считается образцовым, мастерство отделки особенно проявляется в новеллах, проникнутых духом подлинного гуманизма (сборники «Красная шапочка и рассказы других цветов» — «Il zucchetto rosso e storie d’altri colori», 1910, «Любовь и любовь» — «Amore e amore», 1913, «Веселые лица» — «Facce allegre», 1921, «Под солнцем» — «Sotto il sole», 1921).
Писал рассказы в стиле Мопассана, а также автор книг для детей.
Некоторые критики высоко ценили его многочисленные литературные произведения.
Похороненные на кладбище Чертоза в Болонье.

## Избранные произведения
Повести
- La contessa d’Almond (1894)
- L’Ave (1896)
- Ora e sempre (1899)
- In faccia al Destino (1906)

Эссе и критические статьи
- Romanzieri e romanzi del Cinquecento e del Seicento (1891)
- Il romanzo (1903)
- Tasso (1911)
- Foscolo (1915)
- Il Carducci in professione d’uomo (1921)

Рассказы
- Novelle umoristiche (1900)
- Il zucchetto rosso e storie di altri colori (1908)
- Amore e amore (1914)
- Il diavolo nell’ampolla (1918)
- Strane storie di storia vera (1920)
- Facce allegre (1921)
- Top (1921)
- La merciaina del piccolo ponte. Tra gente varia (1924)

Произведения для детей
- Asini e compagnia (1913)
- Cammina cammina cammina (1920)
- I racconti di Corcontento (1922)